# یویی آساکا
یویی آساکا (انگلیسی: Yui Asaka; ۴ دسامبر ۱۹۶۹ – ) خوانندگی، آیدل، بازیگر اهل ژاپن بود.